# Léonard Gille
Léonard Gille, né le 29 avril 1904 à Caen où il est mort le 23 janvier 1971, fut le président du Comité de Libération du Calvados. Il fut l'un des représentants de la Résistance lors de l'envoi des couleurs françaises à Caen en 1944.

## La Résistance
L'esprit de résistance apparaît très tôt dans le Calvados, et des réseaux se structurent dès 1941, notamment avec les débuts de la Résistance communiste. En 1943, la Résistance se développe. Parmi les responsables bas-normands de l'OCM, l'un des plus actifs était Léonard Gille, connu avant-guerre comme un militant très marqué du parti radical-socialiste. Avocat, il fut l'ami d'enfance de Pierre Lebrun. Pierre Lebrun fit pression sur lui pour qu'il entamât des négociations avec le Front National (dont Michel de Boüard) pour constituer un comité départemental de la Résistance. Léonard Gille étant favorable à ce projet, une première réunion eut lieu dans un café du centre de Caen en septembre 1943, où se retrouvèrent Léonard Gille et René Duchez pour l'OCM, André Louvel ("Jacques") pour le PCF, Maurice Fouque pour Libé-Nord, Michel de Boüard pour le FN. et les FTPF. Malgré quelques tensions vite aplanies pour faire front commun contre l'occupant, il fut convenu que Léonard Gille demeurerait au Comité comme représentant du parti radical-socialiste. En novembre 1943, l'organisme était rodé, mais de décembre 1943 à juin 1944, la Résistance bas-normande fut décimée par des auxiliaires français de la Gestapo allemande. En décembre 1943, Léonard Gille quitta Caen pendant plusieurs semaines. Les organisations ne se reconstituèrent que vers mars 1944, et le C.D.L. ne se réunit de nouveau qu'en mai 1944, sous la présidence de Léonard Gille. Le Comité fut de nouveau disloqué pendant le débarquement.

## La Libération
En juin et juillet 1944, plusieurs groupes de résistants combattirent aux côtés des troupes alliées pour la libération de Caen. Certains membres des FFI et des CDL ont alors décidé de se rassembler et de former la Compagnie Fred Scamaroni. Léonard Gille fut l'un des chefs de la "scama", avant d'être nommé commandant des FFI. Le 10 juillet 1944, au lendemain de la libération de la rive gauche de Caen par les troupes canadiennes, il fut l'un des trois représentants de la Résistance, aux côtés du recteur Daure, avec les troupes britanniques et canadiennes, place Monseigneur-des-Hameaux. Le drapeau tricolore flottait à nouveau après quatre ans d'occupation allemande. Le 13 juillet 1944, quatre jours après l'entrée des Britanniques et des Canadiens dans Caen, Léonard Gille qui a réquisitionné au nom du CDL l'imprimerie Caron, rue Démolombe, réussit à faire paraître le premier numéro de Liberté de Normandie, en dépit d'incroyables difficultés techniques, dix jours après La Presse cherbourgeoise qui peut se targuer d'être le premier quotidien publié alors que la libération du territoire ne faisait que commencer. Le 18 juillet, la compagnie Scamaroni se rendit à l'hôpital souterrain, aux carrières de Fleury-sur-Orne, menée par le commandant Léonard Gille, et le capitaine René Duchez. De nouveau, le 20 juillet 1944, au lendemain de la libération de la rive droite de Caen, il est présent au cygne de Croix, lorsque le drapeau tricolore fut hissé. Il était alors commandant. Il aura plus tard le grade de colonel. Le 9 octobre 1944, le général de Gaulle se rendit à Caen, et passa devant les locaux de Liberté de Normandie.

## L'après-guerre
Léonard Gille est élu conseiller général du Calvados, pour le canton de Bourguébus le 23 septembre 1945, réélu en 1949-1955-1961 et 1967.
Leader du Parti Radical-socialiste, Léonard Gille se retrouve tête de liste aux élections pour la 1re Assemblée Constituante, qui ont lieu le 21 octobre 1945. Mais la liste radicale (Léonard Gille, Pierre Lampué, Jean Heuzey, Robert Fossorier, Odette Duchez) est sévèrement battue. Aussi, Léonard Gille ne cherchera plus à devenir député.
Secrétaire du Conseil général depuis le 29 octobre 1945, il en devient Vice-Président le 17 octobre 1951 et le restera jusqu'à son décès.
Il a été promu commandeur de la Légion d'honneur. Sa tombe se trouve au cimetière du Poirier, au hameau du Poirier, dans la commune de Frénouville, à l'est de Caen. Une stèle signée du sculpteur caennais Petrus se trouve à proximité de sa tombe. De nombreuses résidences, rues ou voies publiques portent son nom dans la plaine au sud de Caen ou dans le bocage virois.
À la Libération, Léonard Gille avait épousé Louise Boitard (20 mai 1907-2001), « Jeanine » dans la Résistance. Officier de la Légion d'honneur, au titre de la Résistance, cette dernière remplace Léonard Gille au Conseil général. Élue le 18 avril 1971, réélue en 1973, elle ne se représentera pas en 1979.

## Distinctions
- Commandeur de la Légion d'honneur (4 juin 1963)[8]
- Croix de guerre 1939–1945
- Médaille de la Résistance française avec rosette (24 avril 1946)[9]
- Officier de l'Instruction publique
- Chevalier de l'ordre du Mérite agricole
- Croix du combattant
- Médaille commémorative de la guerre 1939–1945
- Médaille commémorative des services volontaires dans la France libre
- Officier de l'Ordre du Mérite civil
- Officier de l'Ordre du Mérite militaire
- Officier de l'ordre du Mérite sportif‎
- Médaille de la Liberté
- King's Medal for Courage in the Cause of Freedom
- Médaille de la Résistance polonaise en France